# Русский Куюк
Русский Куюк — деревня в Граховском районе Удмуртии, в составе Староятчинского сельского поселения.

## Географическое положение
Деревня располагается в западной части района, в 12 км от центра сельского поселения, на правом берегу реки Умяк.

## История
По итогам десятой ревизии в 1859 году в 29 дворах казённой деревни Куюк Василья Кузнецова (Русский Куюк) при речке Умяк проживало 327 жителей. До 1924 года деревня входила в состав Бемышевской волости.
До 1921 года деревня входила в состав Бемышевской волости (с 1920 — Троцкой) Елабужского уезда Вятской губернии, в 1921 году образована Вотская АО и деревня вместе с Троцкой волостью отошла в состав Можгинского уезда. В 1924 году в результате административной реформы деревня вошла в состав Троцкого сельсовета. С 1925 по 1954 годы в деревне располагался административный центр Русско-Куюкского сельсовета, который был расформирован приказом от 16 июня 1954 года, после этого деревня входила в состав Староятчинского сельсовета. В 2004 году Староятчинский сельсовет преобразован в Староятчинское сельское поселение.